# Apeadeiro de Cela
O Apeadeiro de Cela é uma plataforma ferroviária encerrada na Linha do Oeste, que servia a localidade de Cela, no município de Alcobaça, em Portugal.

## Descrição
Esta gare situa-se junto à localidade de Cela Velha.

## História

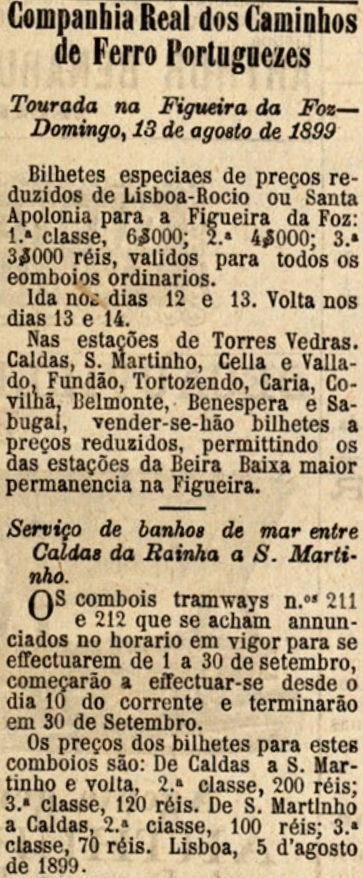
Aviso de 1899, onde este apeadeiro surge com o nome original, Cella

Este apeadeiro insere-se no lanço entre Torres Vedras e Leiria da Linha do Oeste, que abriu ao serviço em 1 de Agosto de 1887, pela Companhia Real dos Caminhos de Ferro Portugueses.
Em 1913, existia um serviço de diligências entre Nazaré e o apeadeiro de Cela, que então se denominava de Cella.
Em 1961, a estação de Cela tinha serviço de passageiros com bagagens, e recebia mercadorias no regime de pequena velocidade, tarifa de pequenos volumes. Em 1958, a estação de Cela foi um das que tiveram o menor movimento de passageiros e mercadorias na zona. Nesse ano, as principais mercadorias expedidas, no regime de Grande Velocidade, foram frutas verdes, hortaliças e legumes verdes. Na pequena velocidade, regime de Pequena Velocidade, foram principalmente enviadas madeiras de eucalipto ou de pinho em bruto.